# Oszkár Frey
Oszkár Frey (ur. 22 kwietnia 1953 w Budapeszcie) – węgierski kajakarz, kanadyjkarz. Dwukrotny medalista olimpijski z Montrealu.
Brał udział w dwóch igrzyskach (IO 76, IO 80). W 1976 zajął trzecie miejsce w rywalizacji kanadyjkarzy w dwójkach zarówno na dystansie 500 metrów jak i 1000. Podczas obu startów partnerował mu Tamás Buday. Wspólnie czterokrotnie byli medalistami mistrzostw świata w kanadyjkowych dwójkach – złotymi w 1978 na dystansie 1000 metrów, srebrnymi w 1977 i 1979 na dystansie 1000 metrów oraz w 1975 na dystansie 10000 metrów.